# Rolf Häggbom
Rolf Häggbom, född 29 augusti 1930 i Helsingfors, är en finländsk-svensk industridesigner.
Häggbom, som är son till civilingenjör Ivar Häggbom och Karin Fredrikson, studerade vid Anders Beckmans reklamskola och utexaminerades från Högre Konstindustriella Skolan i Stockholm 1954. Han blev tecknare på AB S. Gumaelius annonsbyrå 1954, ateljéchef där 1956 och var chefsdesigner vid Bernadotte Design AB från 1958. Han blev styrelseledamot i föreningen Svenska industridesigners 1963.